# Antena F invertida

Fig.1 Antena F invertida

Antena F invertida (o antena IFA, acrònim anglès de Inverted-F antenna) és un tipus d'antena molt utilitzada en comunicacions sense fils. Consisteix d'una antena monopol col·locada en paral·lel a un pla de massa i connectada a terra en un dels extrems. L'antena s'alimenta des d'un punt intermedi. El disseny té dos avantatges respecte a l'antena monopol simple : l'antena IFA invertida és més curta i compacta, i l'impedància d'adaptació es pot controlar més fàcilment.

## Història
- L'antena F invertida o IFA fou concebuda el 1950 iper un grup de la Universitat Harvard liderats per Ronold W.P. King.
- Va evolucionar de l'antena monopol, de l'antena en forma de F i de l'antena L invertida.
- Actualment la versió que s'utilitza més és la forma planar adequada per implemetar damunt un circuit imprès o PCB per mitjà de pistes adaptades o microstrips. (vegeu Fig.1).

Fig.2 Animació de la radiació d'una antena F invertida

## Característiques
Comparativa respecte una antena monopol:
- Es basa en la configuració Microstrip de línies de transmissió
- L'antena monopol té una impedància característica massa baixa (36,5 Ohm) respecte a la impedància típica d'emissors i receptors que és de 50 ohm.
- L'antena IFA permet augmentar la impedància del monopol fins a 50 Ohm ajustant la distància que hi ha entre el punt de connexió a massa i el punt d'alimentació de l'antena.

## Aplicacions
L'antena IFA s'empra en aplicacions portables compartes com són telefonia mòbil i ordinadors tablet en transmissions típiques de GSM, GPS, Wi-Fi i Bluetooth.